# Rockman

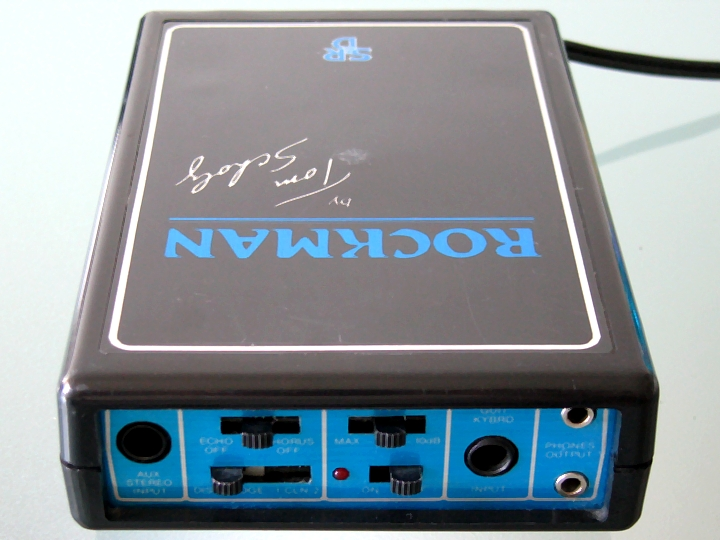
Il Rockman

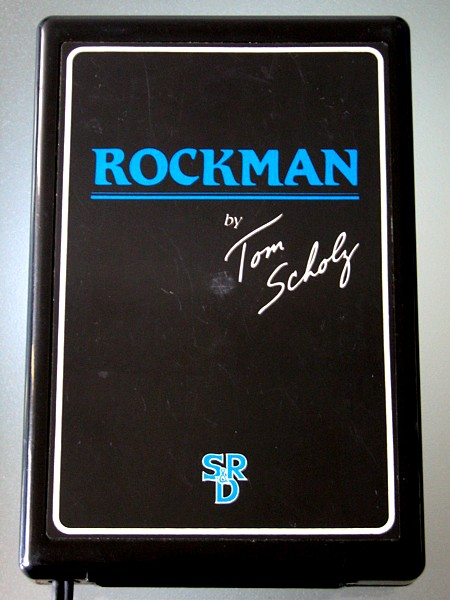
Rockman, davanti

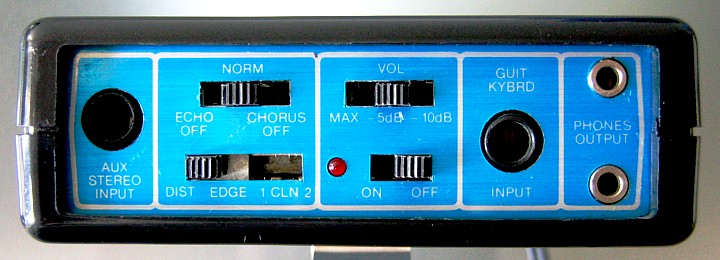
Rockman, di dietro

Il Rockman è un effetto preamplificato per chitarre, ideato da Tom Scholz, leader della nota rock-band Boston. Fu usato per la prima volta nel 1976, proprio dai Boston.
Il Rockman ha ispirato diversi altri tipi di amplificatori negli anni a venire.